# Eirian Williams

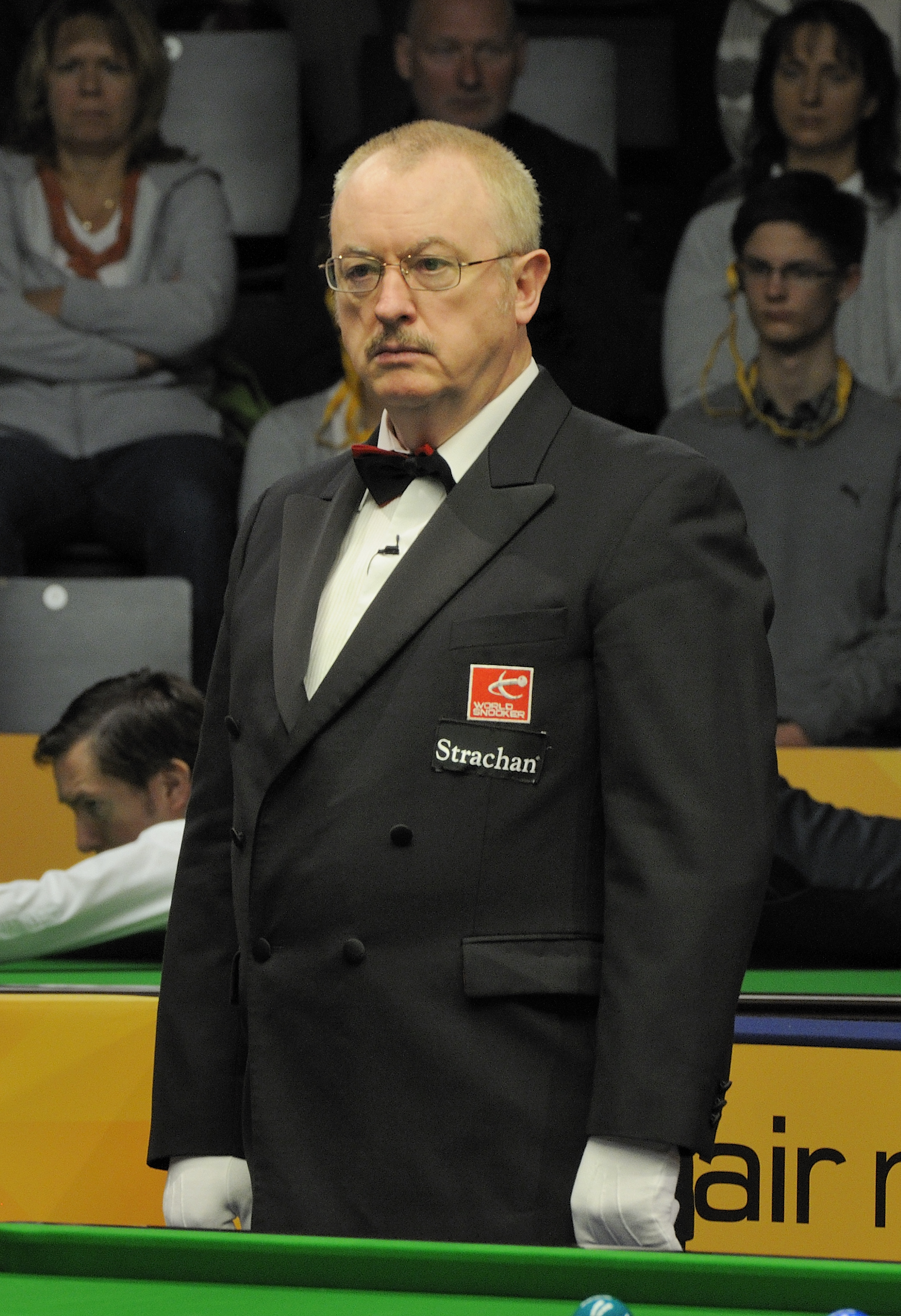
Eirian Williams (2013)

Eirian Williams (Carmarthen, 3 september 1955) is een Welshe snookerscheidsrechter.
Voorafgaand aan zijn carrière als scheidsrechter, zat Williams achttien jaar bij de politie in Llanelli, Wales. Zijn eerste licentie als snookerscheidsrechter - die voor amateurs (C-klasse) - kreeg hij in 1981. Tien jaar later behaalde hij de hoogste licentie en het toernooi om de Grand Prix in 1991 was zijn eerste officiële wedstrijd.
De eerste wedstrijd onder zijn leiding die werd uitgezonden op televisie, was Jimmy White tegen Billy Snaddon in 1995. In 1998 volgde een rankingtoernooi met zijn eerste finale op de Welsh Open. Gedurende zijn carrière was hij scheidsrechter in bijna alle grote toernooien, waaronder vier finales op de World Snooker Championship.

## Mijlpalen
- World Snooker Championship (2001, 2005, 2007, 2010)
- UK Championship (2001, 2007, 2009, 2011)
- Masters (2006, 2011)
- Grand Prix (2006, 2008)